# 1954 في السعودية
تحتوي هذه المقالة على أهم الأحداث التي شهدتها السعودية في 1954، إضافة إلى أهم الشخصيات السعودية التي وُلدت أو تُوفيت في هذه السنة.

## السياسة

### الحكم
الملك: سعود بن عبد العزيز آل سعود

### تعيينات
- محمد سرور الصبان، وزيراً للمالية.
- عبد الله بن فيصل الفرحان آل سعود، رئيساً للحرس الوطني.

#### ديسمبر
- 24: فهد بن عبد العزيز آل سعود، وزيراً للمعارف.[1]

### إعفاءات

نادي الفيصلي تم تأسيسه في عام 1374 هـ / 1954 م

## أحداث
- أول اجتماع لمجلس الوزراء السعودي بعد انتقاله للعاصمة الرياض.[2]
- افتتاح مطار عنيزة احد المطارات اللتي أسستها وزارة الدفاع السعودية،[3] كانت تصل إلية الطائرات من الرياض بعد مرورها بمطار شقراء ثم تغادر إلى مطار جدة ليصل إلى مطار عنيزة حوالي رحلتين في الأسبوع تنقل خلالها المسافرين والبريد. وتم توقيف جميع عملياته بحلول سنة 1964 بعد افتتاح مطار القصيم.

- تأسيس نادي الرياض وهو نادي كرة قدم سعودي مقره الرياض، السعودية. يلعب حاليًا في دوري المحترفين السعودي.[4] تأسس في البداية باسم أهلي الرياض، ثم تغير اسمه إلى اليمامة وأخيراً الرياض.[5] كان عصره الذهبي في بداية التسعينات الميلادية تحت قيادة المدرب البرازيلي زوماريو ولاعبيه الكبار مثل خالد القروني أحمد زايد ومحمد السبيت وطلال الجبرين وفهد الحمدان وعبدالله الضعيان حيث حقق الفريق كأس ولي العهد ووصل إلى نهائي كأس دوري خادم الحرمين الشريفين وذلك في موسم 1993-1994.
- دشنت الخطوط السعودية محطات داخلية جديدة لها في كل من المدينة المنورة، بريدة، خميس مشيط، جازان ونجران، ومحطة دولية جديدة هي بورتسودان.[6]
- تأسيس نادي الرائد السعودي لكرة القدم، وهو نادٍ رياضي في مدينة بريدة يضم العديد من الألعاب أهمها لعبة كرة القدم. يعد نادي الرائد أول نادٍ في منطقة القصيم ومن أهم المؤسسين له غانم عبد الله الغانم وعبد العزيز العبودي.
- تأسيس نادي الفيصلي وهو نادي كرة قدم رياضي سعودي يقع مقره في مركز حرمة التابع لمحافظة المجمعة بمنطقة الرياض، أسس بمدينة حرمة، وكان اسمه سابقا نادي شباب حرمة، يتكون ألوان الفريق من لونين العنابي والأبيض.[7]
- الملك سعود بن عبدالعزيز يفتتح مصنعا حربيا معلنا ظهور أول إنتاج مصنع الذخيرة.
- تأسيس ديوان المظالم هو هيئة قضاء مستقلة في السعودية ترتبط مباشرة بالملك، وتضم 16 محكمة إدارية موزعة على مناطق المملكة، تسعى لإرساء العدل والإنصاف والرقابة القضائية الفاعلة على الأعمال الإدارية من خلال الدعاوى الماثلة أمامه، لضمان حسن تطبيق الأنظمة واللوائح المقررة وتمكين صاحب الحق من وسائل التظلم. حاصل على شهادة الآيزو العالمية (ISO 22301 2019) في إدارة واستمرارية الأعمال القضائية الرقمية.[8]

### يناير
- 1: تأسيس مجموعة محمد المعجل وهي شركة مساهمة سعودية، برأس مال يبلغ مليار ومئتان وخمسون مليون ريال سعودي، يتمثل نشاط شركة مجموعة محمد المعجل في بناء وصيانة منشآت النفط والغاز والبتروكيماويات والمنصات المغمورة وتشمل جميع الأعمال المدنية والإنشائية والميكانيكية والكهربائية والآلية.[9]

### مارس
- 15: تأسيس وزارة التجارة.[10]

### يونيو
- 13: الملك سعود بن عبد العزيز آل سعود يقوم بأول زيارة إلى الأردن.[1]

### سبتمبر
- 1: تأسيس رئاسة الحرس الوطني.
- 23: تأسيس الحزب الشيوعي السعودي.

### نوفمبر
- 27: شركة أرامكو تفتتح أول مدرسة ابتدائية قامت ببناءها في الدمام.[11]

### ديسمبر
- 24: تحويل مديرية المعارف إلى وزارة المعارف.[1]

## مواليد
- فيصل بن خالد بن عبد العزيز آل سعود، أمير منطقة عسير سابقاً.
- جار الله بن يوسف الحميد هو كاتبٌ قاصٌ وأديبٌ وشاعر سعودي، بدأ مسيرته القصصية في 1977.[12] كان عضوا في نادي حائل الأدبي وعضوًا في مجلس إدارة نادي المنطقة الشرقية الأدبي،[13] كتب في عدّة صحف منها: الجزيرة السعودية، والقبس الكويتية،[14] وصحيفة عكاظ السعودية،[15] والعربية.نت وغيرها.
- عبد الله سليمان منصور الصريخ مغني وملحن سعودي شعبي. من مواليد مدينة عنيزة - القصيم.
- نورة الفايز، من مواليد شقراء، المملكة العربية السعودية أول امرأة تشغل منصب نائبة وزير في تاريخ السعودية.[16] والدها الشيخ عبد الله الفايز الناصري التميمي مؤرخ ونسابه وباحث تاريخي في السعودية. كانت نائب وزير التعليم السابقة، واستمرت في منصبها لمدة ست سنوات.[17]
- فرحان بن نايف الفيصل الجربا رجل أعمال سعودي ينتمي إلى عائلة الجربا، وهو أحد شيوخ شمر ويشغل حاليا منصب رئيس مجلس إدارة شركة زين للإتصالات شركة الاتصالات المتنقلة السعودية .[18][19]

### مارس
- 6: عدنان بن عبد الله بن سليمان المزروع مدير جامعة طيبة سابقًا (2012م حتى 2016م)، من مواليد مكة المكرمة، تولى إدارة جامعة طيبة منذ 27 ربيع الآخر 1433 هـ الموافق 20 مارس 2012 م.[20]

- 6: عبد العزيز بن عبد الرحمن بن سليمان الصويان مدير جامعة حفر الباطن سابقًا. ولد في الخرج ونشأ فيها حتى أنهى دراسته الثانوية، ثم انتقل إلى الظهران ليلتحق بجامعة الملك فهد للبترول والمعادن.[21]

- 6: سعود بن عبد الله بن محمد بن ثنيان آل سعود[22] عمل رئيسًا للهيئة الملكية للجبيل وينبع، ورئيسًا لمجلس إدارة شركة سابك، ورئيسًا لمجلس إدارة شركة مرافق المياه والكهرباء حتى سبتمر 2017م.[23] ولد في مدينة الرياض، حصل على شهادة البكالوريوس في الهندسة المدنية من جامعة الملك سعود عام 1397 هـ الموافق 1977.[24]

### أغسطس
- 15: داود الشريان، إعلامي وصحفي ورئيس هيئة الإذاعة والتلفزيون سابقاً.[25]

### ديسمبر
- 27: خالد بن عبدالعزيز الجبير المطرفي الهذلي ، داعية إسلامي، ورجل دين، وطبيب في جراحة القلب، ومفكر سعودي.[26]

## وفيات
- محمد الرشيد، آخر حكام إمارة جبل شمر.